# 埃爾馬拉尼翁
埃爾馬拉尼翁（西班牙語：El Marañón），是巴拿馬的城鎮，位於該國中西部，由貝拉瓜斯省的索納區負責管轄，面積114.2平方公里，海拔高度93米，2010年人口2,322，人口密度每平方公里20.3人。